# Gustavo Bontadini
Gustavo Bontadini (né à Milan le 27 mars 1903 et mort dans la même ville le 12 avril 1990) est un philosophe, écrivain et enseignant italien,.

## Biographie
Gustavo Bontadini s'est intéressé à la philosophie pendant ses années de lycée. Après avoir obtenu son diplôme en 1921, il s'inscrit à l'Université catholique du Sacré-Cœur récemment fondée à Milan, qui à l'époque n'est pas encore légalement reconnue par l'État italien. Il obtient son doctorat en 1925  en tant que premier diplômé de l'université. Sa thèse Il mio contributo alla metafisica dell'esperienza est publiée en 1938 sous le titre Saggio di una metafisica dell'esperienza.
En 1940, Bontadini est nommé professeur à l'Université d'Urbino, jusqu'à ce qu'il soit nommé à la chaire de philosophie théorique de l'Université de Pavie en 1947 où il rencontre son élève le plus célèbre, Emanuele Severino. Plusieurs publications datent de cette période: Studi sull'idealismo (1942), Dall'attualismo al problematicismo (1946), Studi di filosofia dell'età cartesiana (1947).
En 1951, il devint professeur de philosophie théorique à l'Université catholique du Sacré-Cœur, où il avait étudié. Pendant ses années de professeur à Milan, Bontadini a publié les ouvrages suivants: Dal problematicismo alla metafisica (1952),Conversazioni di metafisica (1971), Appunti di filosofia (1972).
En 1973, à 70 ans, il cède la chaire de philosophie théorique à Sofia Vanni Rovighi (it) . Il continue à enseigner dans la même université jusqu'en 1978 quand il se retire.
Gustavo Bontadini est mort à son domicile de Milan le 12 avril 1990 à l'âge de 87 ans.

## Publications
- Saggio di una metafisica dell'esperienza, Milano, Vita e pensiero, 1938.
- Studi sull'idealismo. Serie prima (1923–1935), Urbino, A. Argalia, 1942.
- Dall'attualismo al problematicismo. Studii sulla filosofia italiana contemporanea, Brescia, La scuola, 1945.
- Studi sulla filosofia dell'età cartesiana, Brescia, La scuola, stampa 1947.
- Dal problematicismo alla metafisica. Nuovi studi sulla filosofia italiana contemporanea, Milan, Marzorati, 1952.
- Indagini di struttura sul gnoseologismo moderno. I. Berkeley, Leibniz, Hume, Kant, Brescia, La scuola, 1952.
- Il compito della metafisica, Bontadini e altri, Milan, Fratelli Bocca, 1952.
- Studi di filosofia moderna, Brescia, La scuola, 1966.
- Conversazioni di metafisica, 2 voll., Milan, Vita e pensiero, 1971.
- Metafisica e deellenizzazione, Milan, Vita e pensiero, 1975.
- Appunti di filosofia, Milan, Vita e pensiero, 1996.  (ISBN 88-343-3680-1)[4]